# Промышленный (Алтайский край)
Промышленный — посёлок в Бийском районе Алтайского края России. Входит в состав Новиковского сельсовета.

## География
Находится в юго-восточной части края, на юго-западном склоне Бийско-Чумышской возвышенности, у реки Бия, вблизи впадения в неё притока Неня.
Климат
умеренный континентальный. Самый холодный месяц: январь (до −54 °C), самый тёплый: июль (до +39 °C). Годовое количество осадков составляет 450—500 мм.

## История
Посёлок входит в муниципальное образование «Новиковский сельсовет» согласно муниципальной и административно-территориальной реформе 2007 года.

## Население
| 1997 | 1998 | 1999 | 2000 | 2001 | 2002 | 2003 | 2004 | 2005 |
| ---- | ---- | ---- | ---- | ---- | ---- | ---- | ---- | ---- |
| 172  | ↗187 | ↗192 | ↗210 | ↗213 | ↘173 | ↗177 | ↘174 | ↘165 |
| 2006 | 2007 | 2008 | 2009 | 2010 | 2011 | 2012 | 2013 |      |
| ↘164 | ↗170 | ↗187 | ↘182 | ↗185 | ↘184 | ↗194 | ↘189 |      |

национальный состав
Согласно результатам переписи 2002 года, в национальной структуре населения русские составляли 97 % от 212 жителей.

## Инфраструктура
В центре поселения, селе Новиково, находятся основные инфраструктурные объекты: общеобразовательная школа, амбулатория, отделение «Почты России» и пр.

## Транспорт
Посёлок доступен по автодороге «подъезд к пос. Промышленному» (идентификационный номер 01 ОП МЗ 01Н-0417) протяженностью 5,550 км, идущей от центра поселения — села Новиково. Весной дорога может быть затоплена и транспортная доступность резко снижается.